# Kloster und Gymnasium Maria Königin

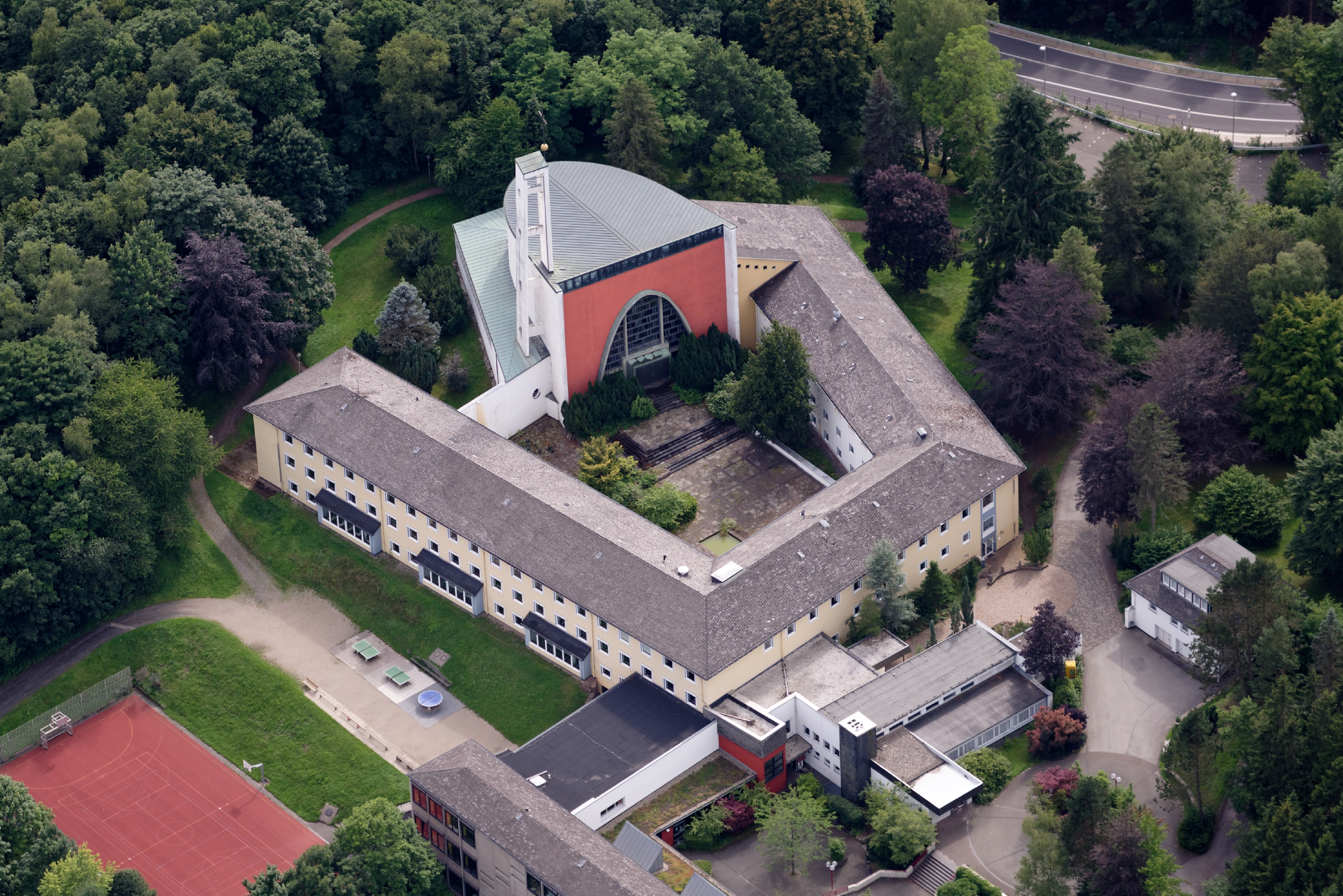
Luftbild der Klosteranlage

Das Kloster und Gymnasium Maria Königin liegt nahe Altenhundem an der Landstraße 715, die von Altenhundem nach Bilstein führt. Gelegen an einer lichten Anhöhe kurz vor dem Abzweig zur Hohen Bracht ist der helle Gebäudekomplex mit dem Kruzifix auf dem Turm weither sichtbar.

## Missionare von der Heiligen Familie

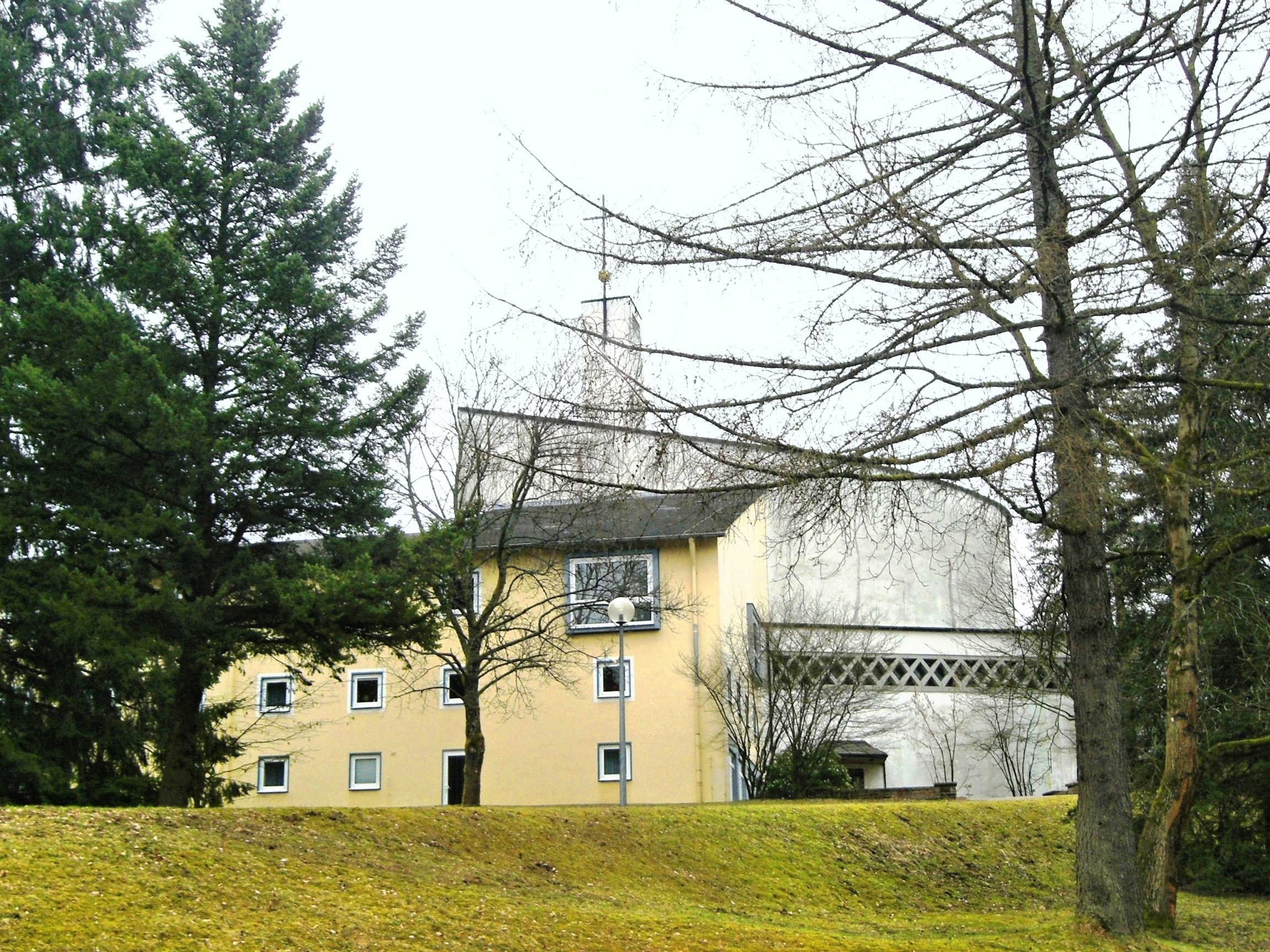
Ansicht Klosterkirche Maria Königin

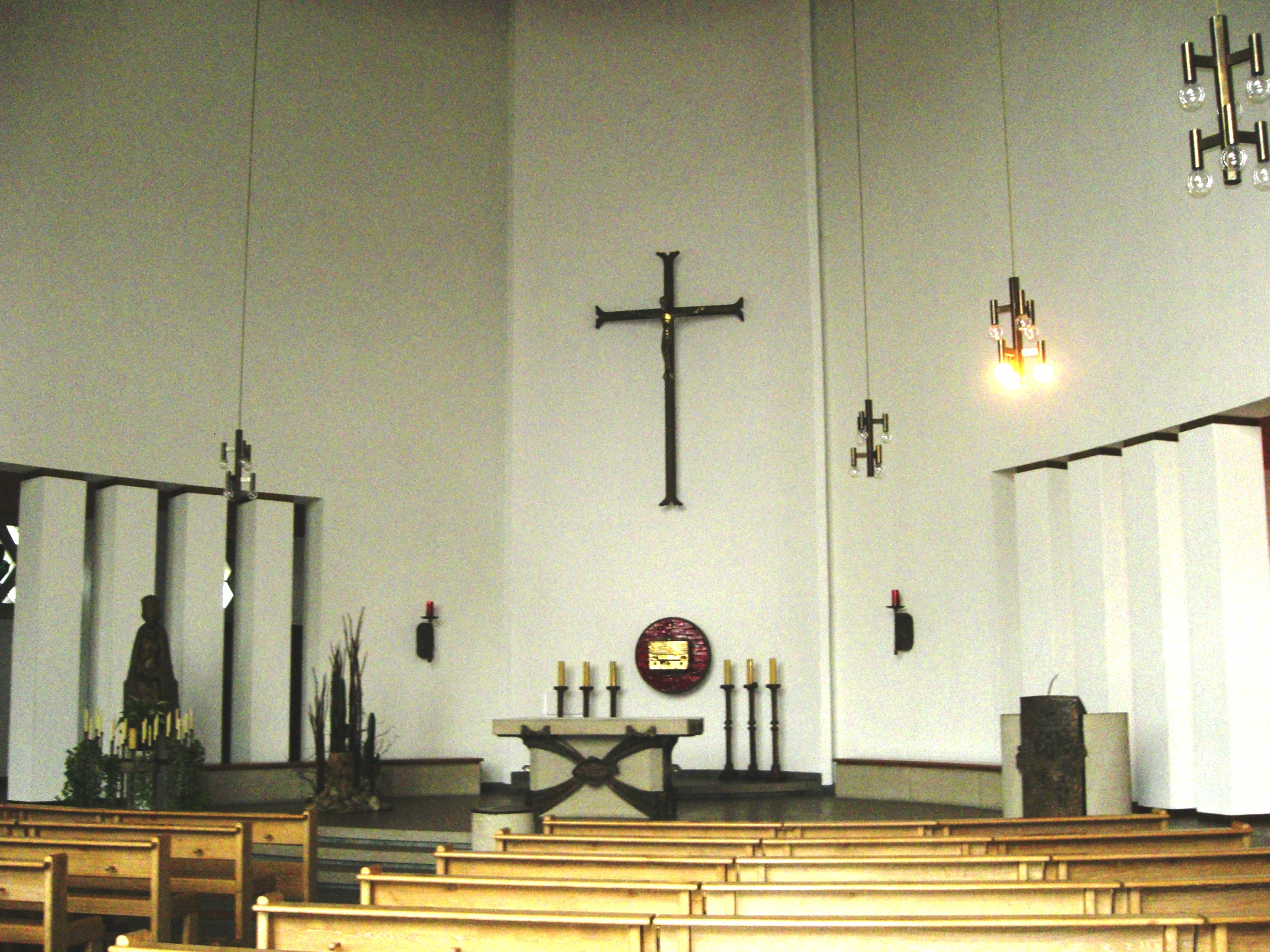
Altarraum Klosterkirche Maria Königin

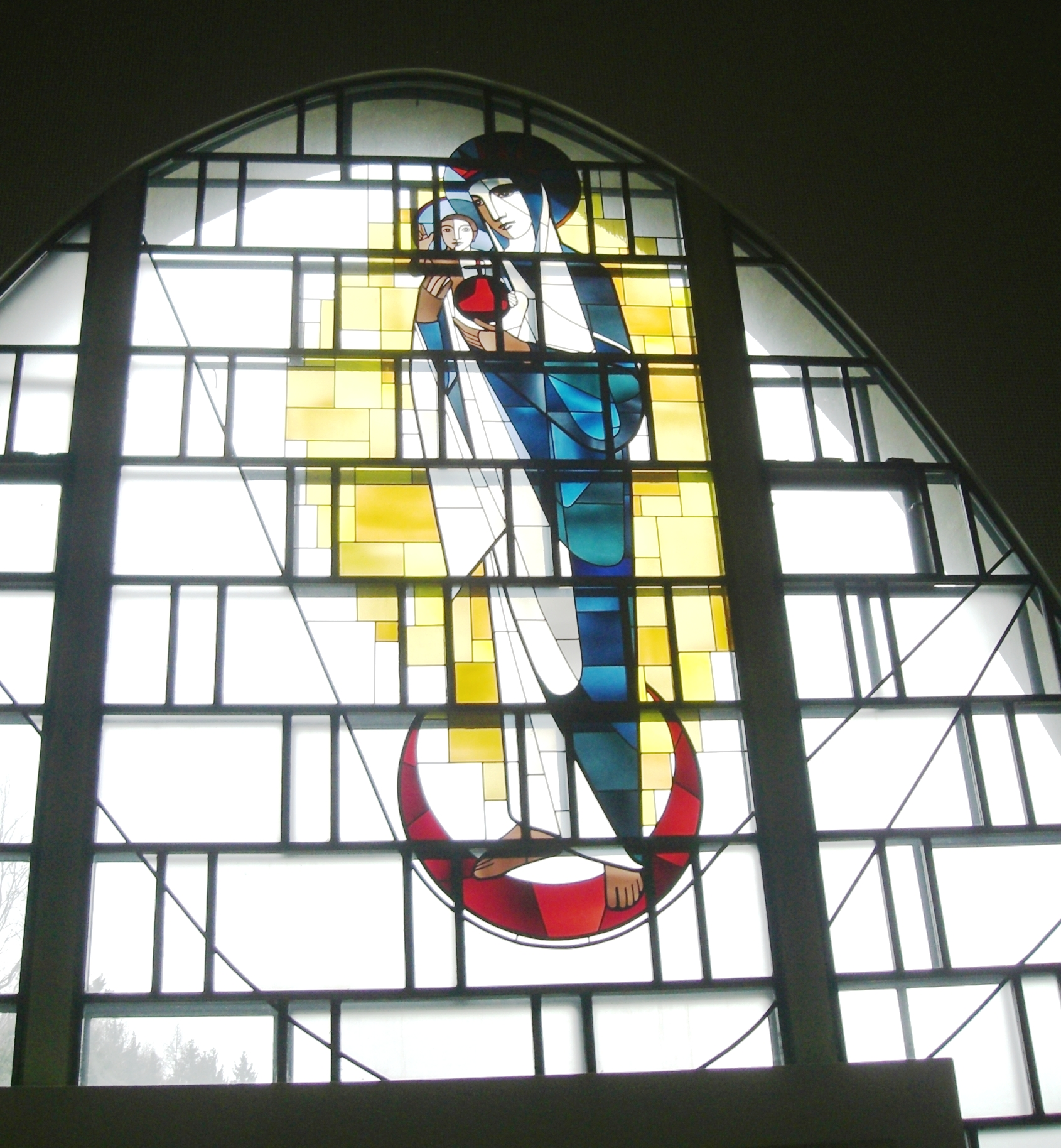
Modernes Bleiglasfenster in der Klosterkirche Maria Königin

Das Kloster mit angeschlossenem Gymnasium war eine Einrichtung der deutschen Ordensprovinz der Missionare von der Heiligen Familie (MSF). Ihre Geschichte begann im Jahr 1920 im Schloss Adolfsburg in Oberhundem mit der Gründung der ersten Missionsschule. Diese wurde später nach Altenhundem verlagert und im Jahr 1962 im Rahmen eines veränderten Schulkonzeptes aufgegeben.
Letzter Rektor der Ordensgemeinschaft MSF in Altenhundem war Pater Rektor Johannes Nies. Pater MSF Leo Jahn war neben seiner seelsorgerischen Tätigkeit in verschiedenen Ortsteilen von Lennestadt insbesondere auch als heimischer Künstler bekannt geworden. Zu seinen bekannten Werken zählen u. a. das anlässlich der 1000-Jahr-Feier in Oedingen im Jahr 2000 aufgestellte Denkmal „Zeitbrunnen“ und das im Jahr 2007 am Rhein-Weser-Turm zur 75-Jahr-Feier errichtete „Kreuz der Wanderer“.
Schwierigkeiten ergaben sich aus dem Alter der zuletzt noch im Kloster lebenden Patres. Am 1. Oktober 2015 schloss die Deutsche Ordensprovinz der Missionare von der Heiligen Familie das Kloster bzw. Missionshaus offiziell. Es ist damit zu rechnen, dass die Einrichtungen künftig von der Jugendbildungsstätte Pallottiner-Jugendhof aus Olpe genutzt werden.

## Gymnasium Maria Königin
Die 1920 im Schloss Adolfsburg in Oberhundem gegründete Missionsschule wurde im März 1940 durch die Nationalsozialisten zwangsweise aufgelöst. Nach dem Zweiten Weltkrieg war ein dauerhafter Neubeginn in der Adolfsburg nicht mehr möglich, zumal die Baulichkeiten für die Missionsschule und das Internat nicht mehr geeignet waren. Schließlich konnte an der von Altenhundem nach Bilstein führenden Landstraße im September 1958 die vom Orden neu erbaute Missionsschule mit Internat bezogen werden. Vier Jahre später wurde die Missionsschule aufgegeben und mit der Realschule Maria Königin ein neuer Weg beschritten. Neben den Schülern, die im Internat lebten, wurden jetzt auch externe Schüler aufgenommen.
Im Jahr 1967 wurde dann das Private Alt- und Neusprachliche Gymnasium Maria Königin unter Leitung des Oberstudienrates Paul Tigges gegründet. Im Jahr 1971 folgte die Öffnung der Schule auch für Mädchen. Seit der Gründung im Jahr 1967 hat sich das Gymnasium aus kleinen Anfängen zu einer stattlichen Schule mit 908 Schülerinnen und Schülern und mehr als 50 Lehrkräften entwickelt (Stand Schuljahr 2011/2012). Das Bestreben um die christliche und wertorientierte Prägung des Schullebens zeigt sich auch in den Angeboten des Schulalltags (Schul- und Jugendgottesdienste, religiöse Freizeiten und Besinnungstage, Schulfahrten zur Wallfahrtsstätte Kohlhagen u. a.). Außerdem besteht eine Partnerschaft mit dem von Missionaren von der hl. Familie getragenen Missionsprojekt Servir. Etwa 97 Prozent der Schüler/-innen sind katholisch; bei den Lehrkräften ist dieser Prozentsatz mit 90 % etwas geringer.
Auch außerhalb des schulischen Alltags bietet sich den Schülerinnen und Schülern ein breit gefächertes Angebot an Aktivitäten:
- Sport: Sporthelfer (sportliches Pausenangebot, Organisation), Trainer-C-Schein, Teilnahme mit Schulmannschaften an stadt- und kreisweiten als auch überregionalen und internationalen (Fußball: Deutschland – England) Wettbewerben in diversen Sportarten (Jungen-/ Mädchen-Fußball, Tennis, Badminton, Tischtennis, Basketball …)[5]
- individuelle Förderung: „Lernbar“, Hausaufgabenbetreuung durch ausgebildete Schülerinnen und Schüler, Vermittlung von Nachhilfe, Förderung von Hochbegabten[6], Berufsberatung[7]
- Arbeitsgemeinschaften (AG's): Schulsanitäter, Roboter-AG, Strategiespiel-AG, Chor/Vokalkreis, mehrere Theatergruppen, Mediation/Streitschlichtung, „Mathe-Zirkel“, Chemie-AG, Big Band, Tanzen[8]

Für das Schuljahr 2023/2024 ist die Schule als Bündelungsgymnasium ausgewiesen.
Im Mai 2000 ging die Trägerschaft der Schule aus organisatorischen Gründen von dem Verein „Missionare der Heiligen Familie e. V.“ auf den neuen Träger „Gymnasium Maria Königin e. V.“ über. Auf die christliche Zielsetzung bzw. Ausrichtung der Schule hatte dies keine Auswirkung, Vorsitzender des Vereins ist der Pater Josef Vodde MSF.

## Klosterkirche Maria Königin
Dem Missionshaus und dem Gymnasium ist die Klosterkirche Maria Königin angeschlossen. Die Bauarbeiten begannen im April 1957, der Paderborner Erzbischof Lorenz Jaeger nahm am 31. Mai 1959 die Weihe des Hauses vor.
Die Klosterkirche entstand nach den Entwürfen des Architekten Silberkuhl aus Essen als modernster sakraler Kirchenbau des Sauerlandes. Unter Verzicht auf eine Ausschmückung der Fassaden zeigt die Kirche die neue Formensprache einer modernen Bautechnik, die auf reine Flächenwirkung setzt. Das in die schlichte geschwungene Betonfläche eingelassene Fensterrelief lockert zwar die Wandfläche auf, vermittelt aber in seiner klaren geometrischen Formensprache den Ausdruck eines kühlen Funktionalismus. Der in sich geschlossene Baukörper vermittelt insgesamt ein gelungenes Zusammenspiel von Moderne und Spiritualität. Die Kirche wurde in den Jahren 1986/87 restauriert. Eingangstüren, Altar und Kreuz wurden durch phantasievolle Werke aus Bronze und Stein neu gestaltet. Hervorzuheben ist der Tabernakel im Mittelpunkt der Chorraumschale, der mit einer in rotem Glasmosaik ausgestalteten Scheibe optisch hervorgehoben wurde.
Eine bebilderte Dokumentation und Beschreibung der Kirchenfenster, des Grundrisses und der Innenansicht der Kirche befinden sich auf der Internetseite der Forschungsstelle Glasmalerei des 20. Jahrhunderts e. V.